# Lodsens datter (1918)
Lodsens datter är en norsk svartvit stumfilm (drama) från 1918. Filmen regisserades av Peter Lykke-Seest som också skrev manus. Den producerades av bolaget Christiania Film Co. och distribuerades av Internationalt Films-Kompani AS. Fotograf var Ottar Gladvedt. Filmen hade premiär den 6 februari 1918 i Norge.

## Handling
Målaren Albert Barre träffar lotsens dotter Anna. Han tar med henne till byn och de lever en lycklig tid tillsammans. Albert träffar dock en rik dam som han gifter sig med och Anna reser olycklig hem igen.

## Rollista
- Gotfred Johansen – Albert Barre, målare
- Lila Lykke-Seest – Anna, lotsens dotter
- Helene Due – lotsens fru
- Hans Hedemark – lotsen
- Clarita Husebye – den rika damen
- Sigurd Johansen – lotspojken som älskar Anna
- Hildur Øverland